# 수닐 체트리
수닐 체트리(힌디어: सुनील छेत्री, 영어: Sunil Chhetri, 1984년 8월 3일~)는 인도의 전직 축구 선수로 현재 인도 선수로는 유일한 FIFA 센추리클럽 가입자이며 인도 국가대표 선수 가운데 국제 A매치 최다 출전 및 최다 득점 기록 보유자이자 포르투갈의 크리스티아누 호날두, 이란의 알리 다에이, 아르헨티나의 리오넬 메시에 이어 역대 A매치 최다 득점 랭킹 4위에 올라 있는 인도 축구 역사상 최고의 선수로 손꼽힌다.

## 구단 경력

### 인도 리그
2002년 모훈 바간에서 데뷔한 이후 2004-05 시즌까지 활동하다가 2005-06 시즌부터 2007-08 시즌까지 JCT FC 소속으로 활동하며 2006-07 시즌 인도 내셔널 풋볼 리그 준우승, 2007-08 시즌 I리그 디비전 1 3위의 성적에 일조했다.
그리고 2008-09 시즌에는 I리그의 이스트 벵골 소속으로 공식전 26경기 13골을 터뜨리면서 2008년 인도 페더레이션컵 4강, 2010년 AFC컵 본선 진출, 2회 연속 콜카타 프리미어 디비전 A 3위(2008, 2009)의 성적을 이끌었고 2009-10 시즌에는 같은 I리그의 뎀포 SC 소속으로 리그 13경기 8골로 팀의 리그 우승을 이끌었다.
2010-11 시즌에는 치락 유나이티드에서 I리그 7경기 7골을 터뜨렸고 2011-12 시즌에는 자신의 프로 데뷔팀인 모훈 바간에서 공식전 16경기 9골을 터뜨리며 I리그 4위의 성적에 일조했으며 2012-13 시즌에는 처칠 브라더스의 임대 선수로 공식전 13경기 6골을 기록하며 I리그 우승, 2012년 인도 페더레이션컵 4강 진출에 기여했다.
그 후 2013-14 시즌부터 2014-15 시즌까지 2시즌동안 벵갈루루 FC 소속으로 공식전 58경기 26골을 터뜨리며 2013-14 시즌 I리그 우승, 2014-15 시즌 I리그 준우승, 2014-15 시즌 인도 페더레이션컵 우승 등에 기여했고 2013-14 시즌 I리그 공동 득점왕(14골), 2014-15 시즌 인도 페더레이션컵 공동 득점왕(6골) 타이틀을 거머쥐면서 벵갈루루의 에이스 역할을 수행했다.
이후 2015 시즌에는 인도 슈퍼리그의 뭄바이 시티에서 11경기 7골로 팀내 득점 랭킹 1위이자 리그 전체 득점 랭킹 공동 3위에 오르는 활약을 이어간 뒤 2015-16 시즌에서는 친정팀인 벵갈루루 FC에서 공식전 20경기 9골을 터뜨리며 I리그 우승, 2016년 AFC컵 준우승을 이끌었다.
그리고 2016 시즌에는 뭄바이 시티 소속으로 리그 6경기에 출전하며 I리그 우승을 경험한 뒤 2016-17 시즌을 앞두고 벵갈루루 FC로 복귀하여 2023-24 시즌까지 공식전 221경기 94골을 터뜨리며 2016-17 시즌 I리그 4위, 2016-17 시즌 인도 페더레이션컵 우승, 2017-18 시즌 인도 슈퍼리그 준우승, 2018년 인도 슈퍼컵 우승, 2018-19 시즌 인도 슈퍼리그 우승, 2019-20 시즌 인도 슈퍼리그 3위, 2021년 인도 듀런드컵 4강, 2022년 인도 듀런드컵 우승, 2022-23 시즌 인도 슈퍼리그 준우승, 2023년 인도 슈퍼컵 준우승 등에 기여했으며 2024년 5월 16일 자신의 SNS를 통해 현역 은퇴를 알림으로서 22년간의 선수 생활에 마침표를 찍었다.

### 기타 해외리그
2009-10 시즌을 마친 뒤 미국 메이저 리그 사커의 스포팅 캔자스시티 입단을 통해 데뷔 후 처음으로 해외 진출에는 성공했지만 2010 시즌 공식전 단 1경기 출전에 그쳤고 2012-13 시즌에는 스포르팅 CP 리저브팀이자 리가 포르투갈 2 소속팀인 스포르팅 CP B팀에 입단했지만 리그 3경기 출전에 그쳤다.

## 국가대표팀 경력

### 인도 청소년 대표팀
인도 U-20 대표팀 소속으로 2004년 남아시아 경기 대회에 출전하여 3경기 2골을 터뜨리며 팀의 은메달 획득에 기여했고 2006년부터 2007년까지는 인도 U-23 대표팀에서 2경기를 소화했다.

### 인도 A대표팀
2005년 6월 12일 국제 A매치 데뷔전인 파키스탄과의 친선 경기에서 A매치 데뷔골을 터뜨린 이후 2024년 은퇴할 때까지 A매치 통산 153경기 95골을 터뜨리며 SAFF 챔피언십 4회 우승(2011, 2015, 2021, 2023) 및 3회 준우승(2008, 2013, 2018), 2008년 AFC 챌린지컵 우승, 네루컵 3회 우승(2007, 2009, 2012), 인터컨티넨털컵 2회 우승(2018, 2023), 2023년 트라이네이션 시리즈 우승 등에 공헌했고 2018년 8월에는 AFC 아시아의 아이콘에 선정되기도 했으며 2019년 인터컨티넨털컵에서는 팀이 넣은 5골 중 3골을 책임졌다.
그리고 대한민국과의 2011년 AFC 아시안컵 본선 조별리그 C조 최종전에서 AFC 아시안컵 본선 데뷔골을 터뜨렸고 태국과의 2019년 AFC 아시안컵 A조 조별리그 1차전에서도 멀티골을 터뜨리며 홍콩과의 1964년 AFC 아시안컵 최종전 3-1 승리 이후 무려 55년만의 인도의 아시안컵 승리의 일등공신이 되었다.
이후 자국에서 열린 2023년 AFC 아시안컵 최종 예선에서도 3경기 4골을 터뜨리는 맹활약으로 아시안컵 최종 예선 최다 득점자에 이름을 올리며 인도의 2회 연속이자 통산 5번째 아시안컵 본선 진출에 기여하는 등 30대 후반의 나이에도 불구하고 여전히 녹슬지 않는 기량을 과시했으며 자국에서 열린 방글라데시와의 2027년 AFC 아시안컵 최종 예선 C조 1차전을 끝으로 19년간의 국가대표팀 선수 생활을 마감했다.

### 인도 U-23 대표팀 (와일드카드)
2022년 아시안 게임에서 39세의 나이에 인도 U-23 대표팀의 와일드카드로 출전해 이 대회 4경기에서 2골을 터뜨리는 맹활약으로 2010년 이후 인도의 13년만의 아시안 게임 16강 진출을 이끌며 인도의 에이스다운 면모를 변함없이 발휘했다.

## 수상

### 클럽
JCT FC
- I리그 : 3위 (2007-08 디비전 1)
- 인도 내셔널 풋볼 리그 : 준우승 (2006-07)

이스트 벵골
- 콜카타 프리미어 디비전 : 3위 (2008, 2009)
- 인도 페더레이션컵 : 4강 (2008)

뎀포 SC
- I리그 : 우승 (2009-10)

모훈 바간
- I리그 : 4위 (2011-12)

처칠 브라더스
- I리그 : 우승 (2012-13)
- 인도 페더레이션컵 : 4강 (2012)

뭄바이 시티
- I리그 : 우승 (2016)

벵갈루루 FC
- I리그 : 우승 (2013-14, 2015-16), 준우승 (2014-15), 4위 (2016-17)
- 인도 슈퍼리그 : 우승 (2018-19), 준우승 (2017-18, 2022-23), 3위 (2019-20)
- 인도 페더레이션컵 : 우승 (2014-15, 2016-17)
- 인도 슈퍼컵 : 우승 (2018), 준우승 (2023)
- 인도 듀런드컵 : 우승 (2022), 4강 (2021)
- AFC 챔피언스리그 투 : 준우승 (2016)

### 국가대표팀
인도 U-20
- 남아시아 경기 대회 : 은메달 (2004)

 인도
- AFC 챌린지컵 : 우승 (2008)
- SAFF 챔피언십 : 우승 (2011, 2015, 2021, 2023), 준우승 (2008, 2013, 2018)
- 인터컨티넨털컵 : 우승 (2018, 2023)
- 네루컵 : 우승 (2007, 2009, 2012)
- 트라이네이션 시리즈 : 우승 (2023)

### 개인
- 전인도 축구 연맹 선정 올해의 선수 : 2007, 2011, 2013, 2014, 2017, 2018-19, 2021-22
- 인도 축구 선수 연맹 선정 올해의 선수 : 2009, 2018, 2019
- SAFF 챔피언십 최우수선수 : 2011, 2015, 2021, 2023
- SAFF 챔피언십 득점왕 : 2011 (7골), 2021 (5골), 2023 (5골)
- 인터컨티넨털컵 최우수선수 : 2018
- I리그 최우수선수 : 2016-17
- I리그 득점왕 : 2013-14 (14골 / 공동 수상)
- 인도 슈퍼리그 최우수선수 : 2017-18
- 인도 슈퍼컵 득점왕 : 2018 (6골)
- 인도 스포츠 명예 : 2019
- 풋볼 라트나상 : 2019년 2월 18일
- 타임스 오브 인디아 선정 TOISA 최우수 축구 선수 : 2021

## 같이 보기
- A매치 100경기 이상 출전한 축구 선수 명단